# سنه‌تر، کبک
سنه‌تر (به فرانسوی: Senneterre) شهرکی در منطقه شهری لا وله-دو-لور ناحیه آبیتیبی-تمیسکامنگ در استان کبک کانادا است. در سرشماری سال ۲۰۱۱ این شهرک ۳٬۱۶۵ نفر جمعیت داشته‌است و مساحت آن ۱۶٬۵۲۴٫۸۹ کیلومتر مربع است.